# Hallingebergmeteoriten

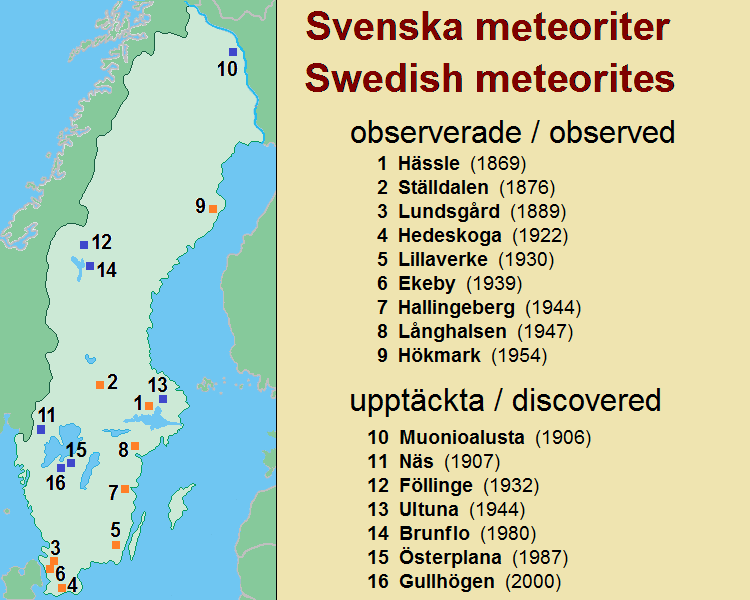
Karta över svenska meteoritnedslag, Hallingeberg 1944 (nr 7)

Hallingebergmeteoriten är en stenmeteorit som slog ner den 1 februari 1944. Meteoriten är en av de få observerade meteoritnedslag i Sverige.

## Nedslagsplatsen
Nedslaget skedde vid Hallingeberg i Hallingebergs socken beläget cirka 25 km nordväst om Västervik i Västerviks kommun i Kalmar län.
Nedslaget skedde kring kl 14 efter att ljudet av den fallande stenen hade hörts.
1944 lämnade Assar Hadding en utförlig beskrivning (Geologiska Föreningen i Stockholm Förhandlingar, 1944, vol 66, nr 2, s 314) om meteoriten ("Meteorsten fallen vid Hallingeberg") och nedslaget.

## Meteoriten
Meteoriten är en stenmeteorit (Kondriter) och består till största delen av olivin och pyroxen.
Meteoriten bestod av en enda sten och vikten uppskattas till cirka 1500 gram. Tre delar återfanns samma dag (om 685, 480 och 255 gram). Fem veckor senare återfanns ytterligare en del (om 36 gram).
De flesta delar förvaras idag på Lunds universitet (Enheten för Mineralogi).